# Drosophila recens
Drosophila recens är en tvåvingeart som beskrevs av Wheeler 1960. Drosophila recens ingår i släktet Drosophila och familjen daggflugor.
Artens utbredningsområde är North Dakota, Ontario, Quebec, Michigan och Maine.